# Чагодаев, Александр Владимирович
Александр Владимирович Чагодаев (род. 15 января 1981, Пермь) — российский хоккеист, нападающий.

## Биография
Воспитанник пермского хоккея. Выпускник московской хоккейной школы «Русь». В сезонах 1997/98 — 1999/2000 играл за ЦСКА и ЦСКА-2. На драфте НХЛ 1999 года выбран в 4-м раунде под общим 105-м номером клубом «Анахайм Дакс». Сезон 2000/01 начал в ярославском «Локомотиве», в ноябре — декабре выступал за петербургский СКА, затем — за «Салават Юлаев-2». Выступал за клубы "«Лада» Тольятти (2001/02), «Молот-Прикамье» Пермь (2002/03), ЦСКА (2002/03), «Химволокно» Могилёв, Белоруссия (2003/04), «Спутник» хоккейный клуб, Нижний Тагил (2003/04 — 2004/05), «Южный Урал» Орск (2005/06), «Мечел» Челябинск (2005/06), «Витязь» Чехов (2006/07 — 2007/08), «Рысь» Пдольск (2008/09), «Дмитров» (2008/09), «Крылья Советов» Москва (2009/10).
Участник молодёжного чемпионата мира 2001.